# Oleg Sîrghi
Oleg Sîrghi (9 de julio de 1987) es un deportista moldavo que compitió en halterofilia. Ganó cuatro medallas en el Campeonato Europeo de Halterofilia entre los años 2011 y 2015.

## Palmarés internacional
| Campeonato Europeo | Campeonato Europeo | Campeonato Europeo | Campeonato Europeo |
| Año                | Lugar              | Medalla            | Categoría          |
| ------------------ | ------------------ | ------------------ | ------------------ |
| 2011               | Kazán (Rusia)      | Medalla de oro     | 56 kg              |
| 2012               | Antalya (Turquía)  | Medalla de plata   | 56 kg              |
| 2013               | Tirana (Albania)   | Medalla de oro     | 56 kg              |
| 2015               | Tiflis (Georgia)   | Medalla de oro     | 56 kg              |